# Vålerengens Idrettsforening

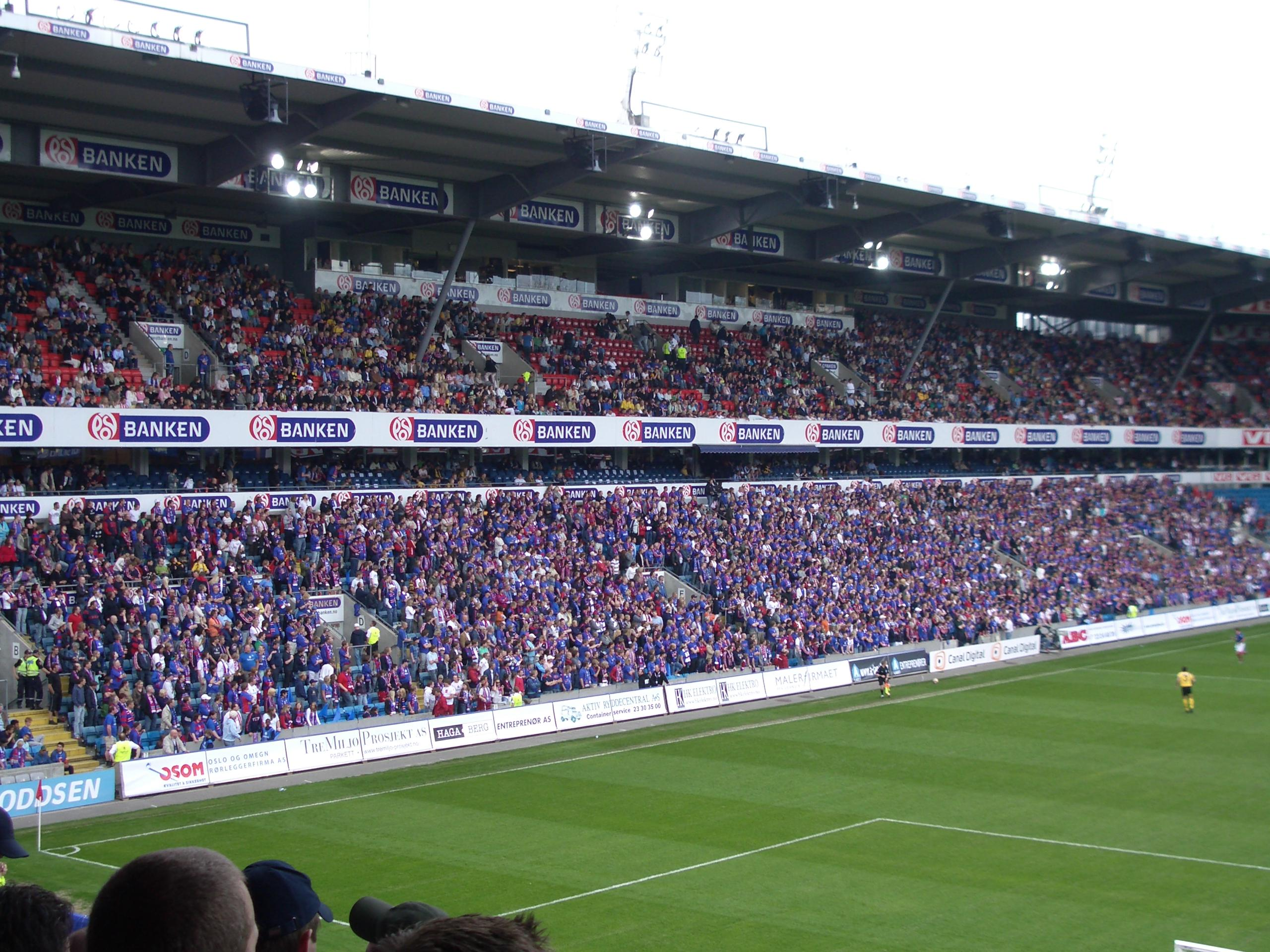
Seguidors del Vålerenga

El Vålerenga IF és un club noruec de futbol i hoquei gel de la ciutat d'Oslo.

## Història
Els orígens del club provenen del Fotballpartiet Spark que fou fundat el 1898. Aquest fou el predecessor del Idrettslaget Spring que va ser fundat el 29 de juliol de 1913. Posteriorment el nom es canvià a Vaalerengens Idrættsforening. El nom del club prové del barri de Vålerenga.
Diversos cops campió d'Oslo i de Noruega, el seu millor moment el visqué als anys 80, en què guanyà tres lligues i una copa noruegues.
El 1913 l'uniforme del club era verd. El 1914 Vålerenga als actuals colors blau i vermell.
L'estadi del Vålerenga des del 2005 és l'Ullevaal Stadion, l'estadi nacional, propietat de la Federació i del seu màxim rival ciutadà, el FC Lyn Oslo. Anteriorment havia jugat al Bislett stadion, que havia estat seu dels Jocs Olímpics d'Hivern de 1952.

## Jugadors destacats
| - Jørn Andersen - Petter Belsvik - Henning Berg - Lars Bohinen - John Carew - Vidar Davidsen - Nils Arne Eggen - Tore André Flo - Erik "Panzer" Hagen - Terje "Henger´n" Hellerud - Odd Iversen |  | - Steffen Iversen - Pål Jacobsen - Egil "Snapper´n" Johansen - Henry "Tippen" Johansen - Einar Bruno Larsen - Egil "Drillo" Olsen - Kjetil Rekdal - Aki Riihilahti - Trond Sollied - Tom Henning Hovi - Mamadou Diallo |  |  |

## Palmarès
- Lliga noruega de futbol (5): 1965, 1981, 1983, 1984, 2005
- Copa noruega de futbol (3): 1980, 1997, 2002
- Campionat d'Oslo (4): 1927, 1932, 1933, 1934

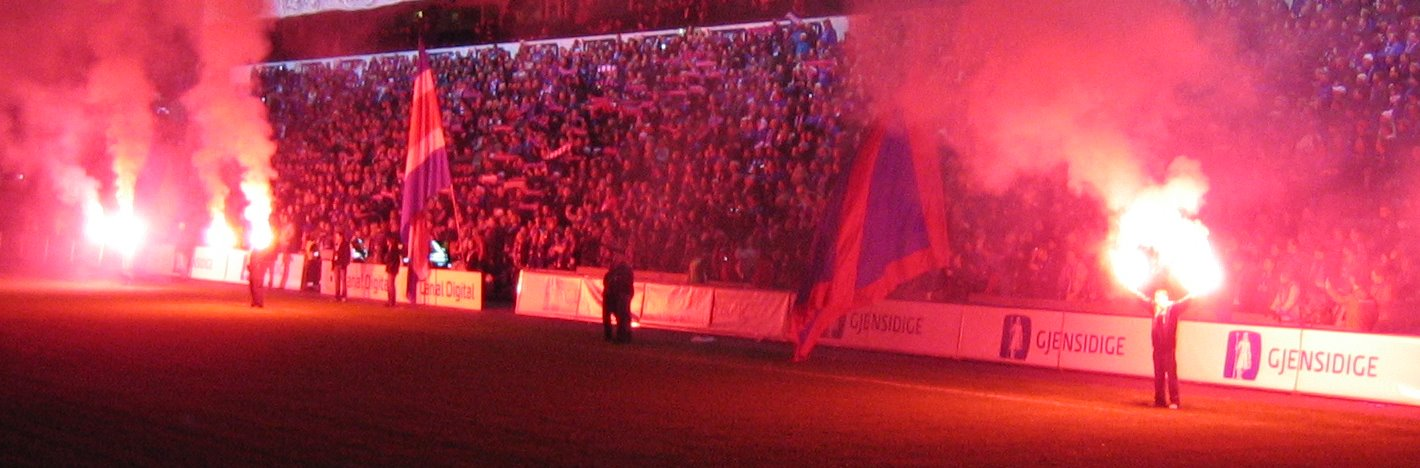
Celebració de la medalla de bronze del 2006

## Hoquei gel
La secció d'hoquei gel del club és una de les més brillants del país. Juga al palau de gel de Jordal Amfi, situat a l'est d'Oslo, i construït pels Jocs Olímpics d'hivern de 1952. Ha estat 25 cops campió noruec, els anys 1960, 1962, 1963, 1965, 1966, 1967, 1968, 1969, 1970, 1971, 1973, 1982, 1985, 1987, 1988, 1991, 1992, 1993, 1998, 1999, 2001, 2003, 2005, 2006, 2007.